# قرار مجلس الأمن التابع للأمم المتحدة رقم 1107
قرار مجلس الأمن التابع للأمم المتحدة 1107 ، الذي اتخذ بالإجماع في 16 مايو 1997 ، بعد الإشارة إلى القرار 1103 (1997) بشأن بعثة الأمم المتحدة في البوسنة والهرسك وفرقة العمل المعنية بالشرطة الدولية التابعة للأمم المتحدة في البوسنة والهرسك ، أذن المجلس بزيادة إضافية في عدد أفراد الشرطة التابعين لبعثة الأمم المتحدة في البوسنة والهرسك.

## وصلات خارجية
- Text of the Resolution at undocs.org